# Congrès national irakien
Pour les articles homonymes, voir CNI.
Le Congrès national irakien (CNI) était une coalition de partis irakien formée le 27 octobre 1992, ; il était financé par les États-Unis qui le soutenaient car s'opposant au régime bassiste de Saddam Hussein.

## Histoire

### Création
Créé pour coordonner une trentaine de partis irakiens d'opposition, peu après la guerre du Golfe, le Congrès national irakien a été dirigé par Ahmed Chalabi, opposant irakien exilé de longue date aux États-Unis. Il est alors le premier effort d'importance pour rassembler les forces d'opposition à Saddam Hussein, que ce soit les deux principaux partis kurdes (Parti démocratique kurde et Union patriotique kurde), les Arabes sunnites ou chiites (Parti islamique Dawa, responsable d'un attentat-suicide en 1983 contre l'ambassade américaine et française au Koweït (en) ), aussi bien que les démocrates, nationalistes ou anciens officiers. En juin 1992, une rencontre a lieu à Vienne. En octobre de la même année, les principaux groupes chiites rejoignent la coalition. Un directoire de trois hommes est élu : le clerc musulman chiite modéré Mohammad Bahr al-Ouloum, le général Hassan Naqib, et Massoud Barzani (PDK). Un conseil exécutif de 26 membres est également élu.
Le programme du CNI inclut alors la défense des droits de l'homme, la promulgation d'une constitution démocratique et pluraliste, la conservation de l'intégrité du territoire irakien, et le respect du droit international.

### Divergences
Des divergences apparaissent et causent un éclatement virtuel : les deux groupes kurdes s'opposent aux autres membres sur des questions notamment territoriales. Devant les difficultés croissantes du CNI, les États-Unis s'en détournent pour rechercher d'autres opposants capables de traiter avec le pouvoir irakien, comme l'Accord national irakien d'Iyad Allaoui.
De plus, les rivalités internes du CNI poussent le Parti démocratique kurde à rechercher le soutien armé de Saddam Hussein afin de prendre la ville d'Arbil à son rival l'UPK. L'opération militaire permit l'arrestation de 2 000 personnes, dont 600 furent exécutés et 650 autres furent évacués.

## Soutien de l'invasion en 2003

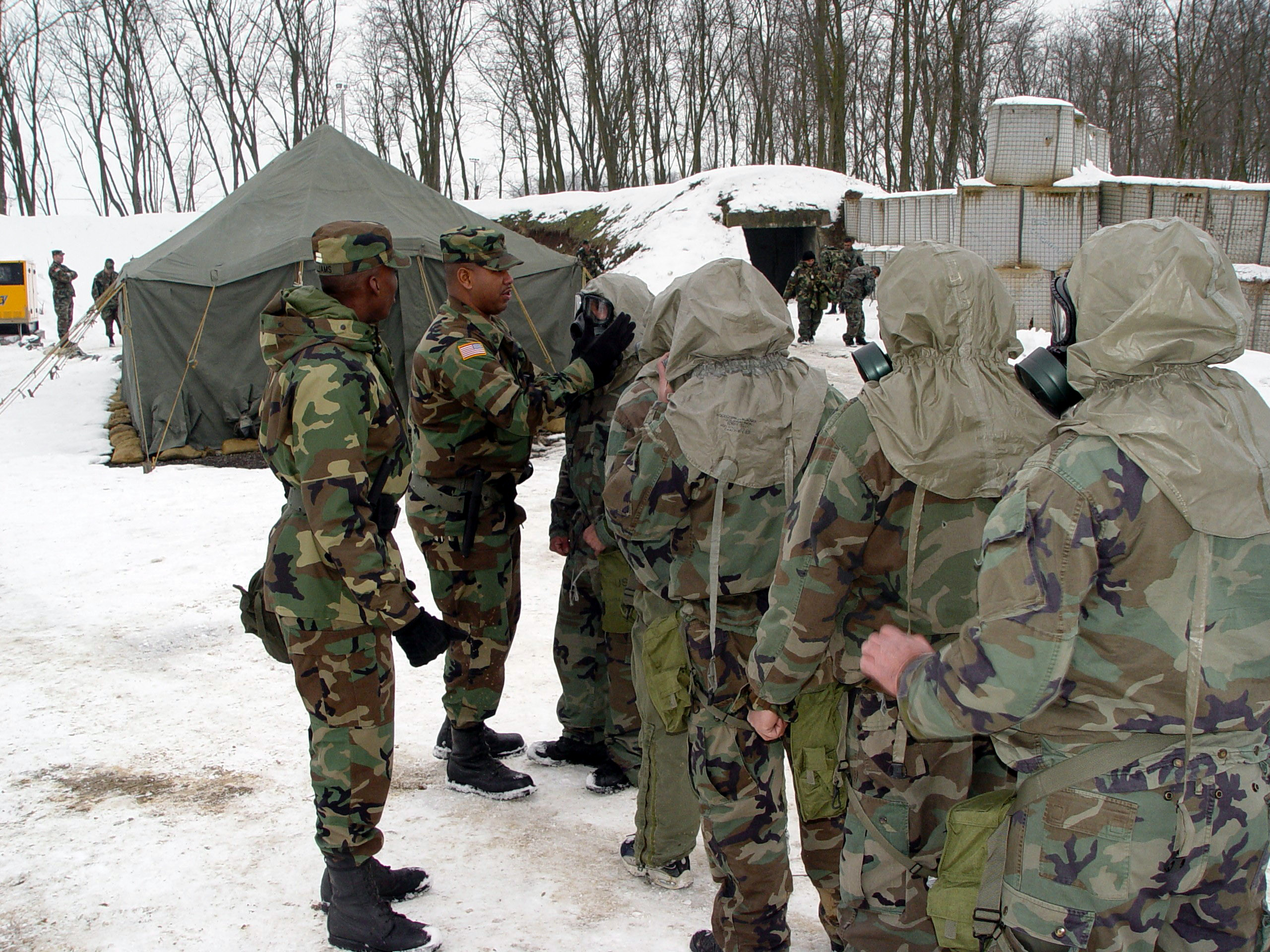
Des hommes de l'opposition irakienne entrainé sur la base aérienne de Taszár en Hongrie le 10 mars 2003.

Il devient un élément important dans la politique moyen-orientale américaine lorsque George H. W. Bush demande à la CIA de trouver les éléments permettant de faire chuter Saddam Hussein. John Rendon lui trouve son nom, et le CNI reçoit de fortes subventions du Congrès des États-Unis : plusieurs millions de dollars dans les années 1990, huit millions à titre exceptionnel en 1998 lors du vote de l'Iraq Liberation Act qui accordait 97 millions de dollars de soutien aux partis irakiens d'opposition. Soutenu par le département d'État, il débarqua dans les véhicules de l'armée américaine après l'opération liberté irakienne, ce qui le discrédita dans l'opinion irakienne.
Ce parti est pratiquement abandonné par le département d'État en juillet 2003, peu après la chute de Bagdad.
En janvier 2005, il intègre l'alliance unifiée irakienne, liste soutenue par l'ayatollah Ali Sistani en vue de l'élection de l'Assemblée nationale d'Irak (2005). Cette liste comportait des partis représentant toutes les ethnies d'Irak (Turcomans, Arabes, Kurdes) et toutes les religions (sunnites, chiites, chrétiens).
En préparation pour l'élection de l'Assemblée nationale de décembre 2005, le CNI brise l'alliance et forme une autre coalition multi-ethnique, la Coalition du congrès national qui ne remporte aucun siège.